# El Granaíno
Juan José Jiménez Ramos, conocido como El Granaíno, nació en la ciudad andaluza de Chiclana de la Frontera en el año 1818. Fue un banderillero e importante cantaor de flamenco.
Como banderillero formó parte de las cuadrillas de Paquiro.
Al final de su vida se dedicaría exclusivamente al cante, siendo el creador de géneros como el Mirabrás y los Caracoles.